# Casa Blanca, Lerma
Casa Blanca, ibland Tierras Nuevas, är ett samhälle i kommunen Lerma i delstaten Mexiko i Mexiko. Casa Blanca hade 275 invånare vid folkräkningen år 2020.